# Christian Møller (sognepræst)
 For alternative betydninger, se Christian Møller. (Se også artikler, som begynder med Christian Møller)
Christian Edvard Møller (født 13. januar 1806 i København, død 16. maj 1859 i Dalby) var en dansk præst og politiker.
Møller var søn af højesteretssekretær og notarius Carl Johan Møller. Han blev student fra Viborg Katedralskole i 1825 og cand.theol. i 1831. Han var først huslærer i Svendborg og blev i 1834 sognepræst i Give og Øster Nykirke vest for Horsens. Fra 1847 til sin død i 1859 var han sognepræst i Dalby og Stubberup nord for Kerteminde.
Møller var medlem af Folketinget valgt i Odense Amts 7. valgkreds (Verningekredsen) fra 4. august 1852 til 27. maj 1853, og i Odense Amts 3. valgkreds (Assenskredsen) fra 12. juli 1854 til 14. juni 1858. Han blev valgt til Folketinget ved valget i 1852 og blev genvalgt ved valget i februar 1853, men tabte pladsen i maj 1853. Han kom igen i Folketinget ved et suppleringsvalg i 1854 i Assens hvor han blev genvalgt flere gange indtil han ikke længere genopstillede i 1858. Han tilhørte de nationalliberale i Folketinget. Tre gange forsøgte han også tre at blive valgt til Landstinget, men det lykkedes ikke.